# Naissance en 954
Naissance
- 950
- 951
- 952
- 953
- 954
- 955
- 956
- 957
- 958

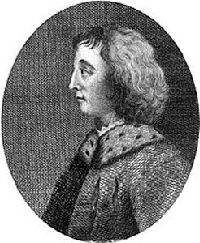
Malcolm II, né en 954.

Cette page dresse une liste de personnalités nées au cours de l'année 954 :
- Fujiwara no Yoshitaka, poète et courtisan japonais du milieu de l'époque de Heian.
- Ōnakatomi no Sukechika, poète et prêtre shinto japonais du milieu de l'époque de Heian.
- Otton Ier de Souabe, duc de Souabe et de Bavière.
- Usui Sadamitsu, samouraï japonais du milieu de l'époque de Heian.
- Wang Yucheng,  poète et homme politique chinois originaire du Shandong, auteur d'un Discours des Factions.

date incertaine (vers 954)
- Alphège de Cantorbéry, évêque de Winchester, archevêque de Cantorbéry.
- Herbert III de Vermandois, comte de Vermandois.
- Malcolm II, roi des Scots.

## Crédit d'auteurs
- Cet article est partiellement ou en totalité issu de l'article intitulé « 954 » (voir la liste des auteurs).